# Canton de Fénétrange
Le canton de Fénétrange est une ancienne division administrative française qui était située dans le département de la Moselle et la région Lorraine.

## Géographie
Ce canton est organisé autour de Fénétrange dans l'arrondissement de Sarrebourg. Son altitude varie de 213 m (Desseling) à 337 m (Hilbesheim) pour une altitude moyenne de 269 m.

## Histoire
Comme les autres communes de l'actuel département de la Moselle, Fénétrange est annexée à l’Empire allemand de 1871 à 1918.

## Langue
D'après un recensement de 1962, le canton comptait 80 à 90 % de locuteurs du francique lorrain. Après cette date, les recensements de l'INSEE ont arrêté de poser la question de la langue maternelle au citoyen enquêté.

## Représentation

### Conseillers généraux de 1833 à 2015
| Période | Période           | Identité                           | Étiquette                                    | Qualité |
| ------- | ----------------- | ---------------------------------- | -------------------------------------------- | --- |
| 1833    | 1843 (décès)      | Nicolas Henry de Luxer (1766-1843) |                                              | Président du Tribunal de Nancy |
| 1843    | 1848              | M. Garnier                         |                                              | Avocat général près la Cour royale de Nancy                                                                                              |
| 1848    | 1852              | François Auguste Louis (1801-1860) |                                              | Avocat à Nancy |
| 1852    | 1871              | Alexandre Hertz                    |                                              | Notaire, maire de Sarrebourg (1865-1872)                                                                                                 |
| 1871    | 1919              | Annexion allemande                 |                                              | |
| 1919    | 1922              | François Ditsch                    | URD                                          | Notaire à Fénétrange |
| 1922    | 1923 (annulation) | Jean Hertz                         |                                              | Agriculteur à Sarreck |
| 1923    | 1934              | François Ditsch                    | URD                                          | Notaire à Fénétrange |
| 1934    | 1940              | Victor Antoni                      | Parti chrétien-social populaire Conservateur | Cultivateur à Fénétrange Ancien conseiller d'arrondissement du canton d'Albestroff Ancien conseiller général du Canton de Phalsbourg     |
| 1940    | 1944              | Annexion allemande                 |                                              | |
| 1945    | 1976              | René Jager                         | MRP puis CDP                                 | Journaliste Maire de Fénétrange Sénateur (1959-1983)                                                                                     |
| 1976    | 1994              | Etienne Halter (1924-2004)         | DVD                                          | Maire de Bettborn |
| 1994    | 2015              | Alfred Poirot                      | UDF-PR puis DL puis DVD                      | Professeur Maire de Romelfing (1994-2020) Président de la Communauté de Communes du Pays de Fénétrange Vice-Président du Conseil Général |

### Conseillers d'arrondissement (de 1833 à 1940)
Le canton de Fénétrange avait deux conseillers d'arrondissement.
| Période                                  | Période | Identité                          | Étiquette         | Qualité |
| ---------------------------------------- | ------- | --------------------------------- | ----------------- | --- |
| 1833                                     | 1839    | M. Bricka                         |                   | Huilier à Fénétrange                                                                                        |
| 1833                                     | 1842    | Jean Guillaume Guébel (1765-1844) |                   | Juge de paix à Fénétrange                                                                                   |
| 1839                                     | 1842    |                                   |                   | |
| 1842                                     | 1848    | M. Bricka                         |                   | Négociant à Fénétrange                                                                                      |
| 1842                                     | 1845    | M. Grandjean                      |                   | Notaire à Fénétrange                                                                                        |
| 1845                                     | 1848    | M. Hostein                        |                   | Adjoint au maire de Fénétrange                                                                              |
|                                          |         |                                   |                   | |
| 1919                                     | 1925    | Joseph Schantz                    | URL               | Propriétaire à Berthelming                                                                                  |
| 1919                                     | 1925    | Nicolas Risy                      | URL               | Propriétaire à Bettborn                                                                                     |
| 1925                                     | 1931    | Charles Mertz                     | Droite            | Médecin, maire de Fénétrange                                                                                |
| 1925                                     | 1931    | Louis-Edmond Antoni               | URL               | Ancien maire d'Albestroff                                                                                   |
| 1931                                     | 1937    | M. Wilhelm                        | Républicain       | Maire de Gosselming                                                                                         |
| 1931                                     | 1937    | Émile Eyl                         | Républicain       | Fermier au Meikerhoff à Fénétrange                                                                          |
| 1937                                     | 1940    | André Hertz                       | Front lorrain     | Agriculteur, maire d'Oberstinzel                                                                            |
| 1937                                     | 1940    | Joseph Bernardi                   | PSF Front lorrain | Maire de Vieux-Lixheim                                                                                      |
| 1940                                     |         |                                   |                   | Les conseils d'arrondissement ont été suspendus par la loi du 12 octobre 1940 et n'ont jamais été réactivés |
| Les données manquantes sont à compléter. |         |                                   |                   | |

## Composition
Le canton de Fénétrange groupe 21 communes et compte 7 857 habitants (recensement de 2009 sans doubles comptes).
| Communes                 | Population (2012) | Code postal | Code Insee |
| ------------------------ | ----------------- | ----------- | ---------- |
| Berthelming              | 533               | 57930       | 57066      |
| Bettborn                 | 433               | 57930       | 57071      |
| Bickenholtz              | 76                | 57635       | 57080      |
| Belles-Forêts            | 259               | 57930       | 57086      |
| Desseling                | 107               | 57260       | 57173      |
| Dolving                  | 375               | 57400       | 57180      |
| Fénétrange               | 739               | 57930       | 57210      |
| Fleisheim                | 120               | 57635       | 57216      |
| Gosselming               | 651               | 57930       | 57255      |
| Hellering-lès-Fénétrange | 203               | 57930       | 57310      |
| Hilbesheim               | 623               | 57400       | 57324      |
| Mittersheim              | 617               | 57930       | 57469      |
| Niederstinzel            | 259               | 57930       | 57506      |
| Oberstinzel              | 317               | 57930       | 57518      |
| Postroff                 | 210               | 57930       | 57551      |
| Romelfing                | 371               | 57930       | 57592      |
| Saint-Jean-de-Bassel     | 346               | 57930       | 57613      |
| Sarraltroff              | 785               | 57400       | 57629      |
| Schalbach                | 299               | 57370       | 57635      |
| Veckersviller            | 285               | 57370       | 57703      |
| Vieux-Lixheim            | 249               | 57635       | 57713      |

## Démographie
| 1962  | 1968  | 1975  | 1982  | 1990  | 1999  | 2006  | 2009  |
| ----- | ----- | ----- | ----- | ----- | ----- | ----- | ----- |
| 6 957 | 7 337 | 7 283 | 7 215 | 7 174 | 7 292 | 7 503 | 7 857 |